# Българо-монголски войни
Българо-монголските войни са серия от военни конфликти между Втората българска държава и Монголската Империя (по късно Златната Орда) датиращи от първата половина на XIII век до началото на XIV век.

## Първи въоръжени стълкновения с монголци и татари
През 1240 г. Волжка България, руските княжества както и други източноевропейски държави са подчинени от Монголската империя. През пролетта на 1241 г. част от татарската армия, командвана от Хан Бату опустошава Източна и Югоизточна Европа където отделни татарски отряди които имали за цел да преследват унгарския крал след поражението при река Шайо засягат северните владения на Второто българско царство. През същата година татарите претърпяват поражение при Карпатските планини.  Макар българската държава да не разполага с нужните сили за да спре монголските нашественици запазването на българската военна мощ от юг във фланг на татарските набези вероятно е една от причините принудили татарите да преустановят плановете си за завоевания в Централна Европа.